# Hârseni
Hârseni là một xã thuộc hạt Brașov, România. Dân số thời điểm năm 2002 là 2258 người.